# يوهان أماديوس فيندت
يوهان أماديوس فيندت (بالألمانية: Amadeus Wendt)‏ (و. 1783 – 1836 م) هو ملحن، وعالم موسيقى، ومنظر موسيقى، وأستاذ جامعي، ومؤرخ الفن ألماني، ولد في لايبزيغ، كان عضوًا في أكاديمية العلوم في غوتينغن، توفي في غوتينغن، عن عمر يناهز 53 عاماً.

## التعليم
تعلم في جامعة لايبتزغ
.